# Kalanchoe fedtschenkoi
Kalanchoe fedtschenkoi ist eine Pflanzenart der Gattung Kalanchoe in der Familie der Dickblattgewächse (Crassulaceae). Die Art ist nach dem Russen Boris Fedtschenko (1872–1947) benannt.

## Beschreibung
Die mehrjährigen, vollständig kahlen, dichten Sträucher mit anfangs niederliegenden, kriechenden Ästen, die später aufrecht sind, erreichen Wuchshöhen bis 50 Zentimeter. Die Wurzeln sind steif und 20 bis 30 Zentimeter lang. Die dichtstehenden, oval bis länglichen, flachen, fleischigen, bläulichen Blätter sitzen an 1 bis 6 Millimeter langen Stielen. Sie werden 1,5 bis 5 Zentimeter lang und 1 bis 2,5 Zentimeter breit. Die Blätter sind im unteren Teil bräunlich gekerbt. In den Kerben bilden sich manchmal Brutknospen. Der Blütenstand wird 15 bis 20 Zentimeter hoch. Die hängenden, braunrosa Blüten sind röhrenförmig und bis 2 Zentimeter lang.

## Systematik, Chromosomenzahl und Verbreitung
Kalanchoe fedtschenkoi ist in Zentral- und Südost-Madagaskar auf Urgesteinfelsen in Höhenlagen von 100 bis 1000 Metern verbreitet. Verwildert kommt sie auch in einigen tropischen Ländern, beispielsweise Indien, vor.
Die Chromosomenzahl ist {\displaystyle 2n=34}.
Die Erstbeschreibung erfolgte 1915 durch Raymond-Hamet und Joseph Marie Henry Alfred Perrier de la Bâthie. Synonyme der Art sind Bryophyllum fedtschenkoi (Raym.-Hamet & H.Perrier) Lauz.-March., Kalanchoe fedtschenkoi var. isalensis Boiteau & Mannoni und Kalanchoe fedtschenkoi var. typica Mannoni & Boiteau.
Das Kultivar Kalanchoe fedtschenkoi cv. Variegata, mit weißlich-panaschierten Blättern, ist häufig in Kultur anzutreffen.

## Nachweise